# Petar Nakić
Petar Nakić (tal. Pietro Nacchini; Bulić 1694. – Conegliano kod Trevisa, 16./17. travnja 1770.), franjevac i dijecezanski svećenik, hrvatski graditelj orgulja, koji je orgulje gradio po Italiji i primorskim krajevima u Hrvatskoj.

## Životopis
Rodom iz sela Bulića blizu Benkovca. Rođen 1694., a roditelji su mu bili Juraj i Doroteja Nakić. Kršten 21. veljače 1694. u Podgrebači u skradinskom zaleđu. Zaredio se u franjevačkom samostanu Sv. Lovre u Šibeniku i primio postrig (tonzuru). Uzeo je redovničko ime Pavao. U Šibeniku je 1716. završio studij filozofije i iste godine otišao u Mletačku Republiku gdje je izučio orguljarsku struku u orguljarskoj radionici Giovannia Battista Piaggia. Tamo je u franjevačkom samostanu della Vigna završio studij teologije. Godine 1734. izašao je iz franjevačkog reda i prešao u dijecezansko svećenstvo.
Nakićeva orguljarska radionica u Mletačkoj Republici napravila je mnogo orgulja koje su postavljene u Italiji i u Hrvatskoj (primorje od Istre do Dalmacije), procjenjuje se od 350 do 500 orgulja, no mnoge nisu ostale sačuvane do danas ili su djelomično sačuvane. Zbog nesređenih, uništenih, neproučenih i nepristupačnih arhiva, smatra se da je broj sagrađenih orgulja veći.
Vrlo je važno ime svjetskog orguljarstva, a njegovim je radom Hrvatska ušla među europske zemlje u kojima su se gradile orgulje po tada najsuvremenijim graditeljskim načelima. Njegova su rješenja gradnje prevladavala i stoljeće poslije njegove smrti, a aktualna su i danas. Suvremeno orguljarstvo se i danas služi njegovim zvukovnim rješenjima. U orguljarstvu je važan i kao začetnik jedne posebne orguljarske škole, mletačko-dalmatinske orguljarske škole, čiji je utjecaj širio se izvan krajeva koje je obuhvaćala Mletačka Republika (Italija, Hrvatska, Grčka). Šibenik baš zbog njegovih najstarijih orgulja danas ima svoju Orguljašku ljetnu školu koja teži postati međunarodnom.
Nakić je školovao orguljarstvu mnoge učenike. To su Francesco Dacci, Gaetano Callido, Francesco Comelli, Niccolò Moscatelli, čiji sin Domenico Moscatelli također je gradio orgulje u hrvatskim krajevima, i Franc Ksaver Križman.
Poznate Nakićeve orgulje u Hrvatskoj su one u crkvi Gospe od Karmena u Nerežišću na otoku Braču (1753.), u katedrali u Rabu (1756.) i u samostanskoj crkvi Sv. Frane u Šibeniku (1762.), u nekoliko crkava u Zadru (orgulje u katedrali sv. Stošije su uklonjene), u crkvi Sv. Filipa Nerija u Splitu odakle su uklonjene, u Splitu u samostanskoj crkvi sv. Klare, koje su restaurirane, u franjevačkom samostanu u Makarskoj odakle su uklonjene, u franjevačkoj crkvi sv. Marije u Zaostrogu, očuvane su one u Supetru (1753.), a od onih u Italiji, u crkvi del Carmine u Lugu (provincija Ravena), u crkvi Sv. Justine u Padovi (1734.). Neke Nakićeve orgulje restaurirala je radionica Heferer.